# Ittappanahalli, Chik Ballapur
Ittappanahalli là một làng thuộc tehsil Chik Ballapur, huyện Kolar, bang Karnataka, Ấn Độ.